# Roman Šebrle
Roman Šebrle född 26 november 1974 i Lanškroun, en mindre stad i Pardubice-regionen, är en tjeckisk friidrottare som är tidigare världsrekordhållare i tiokamp.
Šebrle tillhörde världseliten i tiokamp under hela 2000-talet. Hans genombrott kom vid Olympiska sommarspelen 2000 i Sydney där han slutade tvåa efter estländaren Erki Nool. Šebrle satte 27 maj 2001 i Götzis världsrekord med 9 026 poäng. Han slog därmed landsmannen Tomáš Dvořáks rekord. Med hänsyn till världsrekordet blev VM 2001 en besvikelse för Šebrle som slutade först på en tionde plats. 
År 2002 vann Šebrle sin första stora titel vid EM i München. Vid VM året efter slutade han på andra plats efter Tom Pappas, USA. Olympiska sommarspelen 2004 i Aten blev en framgång för Šebrle som noterade 8893 poäng, ett nytt olympiskt rekord, och vann olympiskt guld. 
Vid VM 2005 blev Šebrle återigen silvermedaljör efter en amerikan, denna gång Bryan Clay som vann med 8 732 poäng. Däremot försvarade Šebrle sitt EM-guld vid EM 2006 i Göteborg. Vid VM 2007 i Osaka lyckades äntligen Šebrle vinna ett världsmästerskap efter att ha legat trea fram till näst sista grenen spjut, där han noterade ett nytt personligt rekord.
Förutom meriterna i tiokamp har han även två VM-guld och tre EM-guld i sjukamp inomhus. 